# Era geológica
| Correspondencia entre unidades geocronológicas y cronoestratigráficas |                                        |
| Geocronológicas (tiempo)                                              | Cronoestratigráficas (cuerpos de roca) |
| Eón                                                                   | Eonotema                               |
| Era                                                                   | Eratema                                |
| Período                                                               | Sistema                                |
| Época                                                                 | Serie                                  |
| Edad                                                                  | Piso                                   |
| Cron                                                                  | Cronozona                              |

Una era geológica es una unidad geocronológica formal de la escala temporal geológica que representa el tiempo correspondiente a la duración de un eratema, la unidad cronoestratigráfica equivalente que comprende todas las rocas formadas en ese tiempo. Las eras son una de las divisiones mayores del tiempo geológico, son subdivisiones de los eones y se dividen a su vez en períodos.
Las tres eras del eón Fanerozoico reflejan, simplificando mucho, las tres divisiones clásicas de la historia de la vida del planeta, así el Paleozoico representa la «era de los peces», el Mesozoico la «era de los reptiles» y el Cenozoico la «era de los mamíferos». Tradicionalmente habían sido denominadas como Era Primaria, Era Secundaria, Era Terciaria y Era Cuaternaria (actualmente el Cuaternario es un período más de la era Cenozoica). El paso de una era a otra está definido por eventos de extinciones masivas globales, que suponen una renovación significativa de las biotas del planeta, tanto marinas como terrestres; así el paso del Paleozoico al Mesozoico está marcado por la extinción masiva del Pérmico-Triásico y el paso del Mesozoico al Cenozoico por la extinción masiva del Cretácico-Terciario.
Las siete eras de los eones Arcaico y Proterozoico, definidas mucho más recientemente, suelen reflejar grandes cambios ambientales (como el aumento del oxígeno en la atmósfera) o climáticos (caracterizados por largos e intensos periodos glaciales).
La duración de las eras es muy variable, así las del eón Arcaico tienen una duración de 300 o 400 millones de años cada una, las del Proterozoico de unos 450 a 900 millones de años, mientras que las del Fanerozoico duraron: 290 millones de años el Paleozoico, 186 Ma el Mesozoico y 65.5 Ma, la actual, el Cenozoico. El eón Hádico, el más antiguo, no está dividido en eras, puesto que no se conservan rocas de ese tiempo, tan solo algún mineral reciclado conservado relicto en rocas más recientes.
Ninguna de las eras del Arcaico y del Proterozoico procede de una unidad cronoestratigráfica equivalente, y sus límites cronológicos se han establecido como unidades geocronométricas, con edades absolutas más o menos arbitrarias consensuadas internacionalmente.

## Las eras en la escala de tiempo geológico
Se han establecido diez eras geológicas, agrupadas en tres eones y divididas en veintidós periodos (el eón Hádico no está dividido en eras y las eras del eón Arcaico no están divididas en periodos):
| Supereón    | Eón          | Era               | Periodo       | Inicio, en millones de años |
| ----------- | ------------ | ----------------- | ------------- | --------------------------- |
|             | Fanerozoico  | Cenozoico         | Cuaternario   | 2,59                        |
| Neógeno     | Fanerozoico  | Cenozoico         | 23,04         |                             |
| Paleógeno   | Fanerozoico  | Cenozoico         | 66,0          |                             |
| Mesozoico   | Fanerozoico  | Cretácico         | 143,1         |                             |
| Mesozoico   | Fanerozoico  | Jurásico          | 201,4±0.2     |                             |
| Mesozoico   | Fanerozoico  | Triásico          | 251,902±0,024 |                             |
| Paleozoico  | Fanerozoico  | Pérmico           | 298,9±0,15    |                             |
| Paleozoico  | Fanerozoico  | Carbonífero       | 358,86±0,19   |                             |
| Paleozoico  | Fanerozoico  | Devónico          | 419,62±1,36   |                             |
| Paleozoico  | Fanerozoico  | Silúrico          | 443,1±0,9     |                             |
| Paleozoico  | Fanerozoico  | Ordovícico        | 486,8 ±1,5    |                             |
| Paleozoico  | Fanerozoico  | Cámbrico          | 538,8±0,6     |                             |
| Precámbrico | Proterozoico | Neoproterozoico   | Ediacárico    | ~635                        |
| Precámbrico | Proterozoico | Neoproterozoico   | Criogénico    | ~720                        |
| Precámbrico | Proterozoico | Neoproterozoico   | Tónico        | 1000                        |
| Precámbrico | Proterozoico | Mesoproterozoico  | Esténico      | 1200                        |
| Precámbrico | Proterozoico | Mesoproterozoico  | Ectásico      | 1400                        |
| Precámbrico | Proterozoico | Mesoproterozoico  | Calímico      | 1600                        |
| Precámbrico | Proterozoico | Paleoproterozoico | Estatérico    | 1800                        |
| Precámbrico | Proterozoico | Paleoproterozoico | Orosírico     | 2050                        |
| Precámbrico | Proterozoico | Paleoproterozoico | Riácico       | 2300                        |
| Precámbrico | Proterozoico | Paleoproterozoico | Sidérico      | 2500                        |
| Precámbrico | Arcaico      | Neoarcaico        | Neoarcaico    | 2800                        |
| Precámbrico | Arcaico      | Mesoarcaico       | Mesoarcaico   | 3200                        |
| Precámbrico | Arcaico      | Paleoarcaico      | Paleoarcaico  | 3600                        |
| Precámbrico | Arcaico      | Eoarcaico         | Eoarcaico     | 4031±3                      |
| Precámbrico | Hádico       | Hádico            | Hádico        | 4567                        |

Las siguientes líneas de tiempo muestran la escala del tiempo geológico: la 1.ª muestra el tiempo completo desde la formación de la Tierra hasta el presente; la 2.ª muestra una vista ampliada del eón más reciente; la 3.ª la era más reciente; la 4.ª el período más reciente; y la 5.ª la época más reciente. Los colores son los estándares para representar las rocas según su edad de formación en los mapas geológicos internacionales.
Como ejemplo: el eón Fanerozoico se divide en tres eras: Paleozoico, Mesozoico y Cenozoico. La era Cenozoico se divide en tres periodos: Paleógeno, Neógeno y Cuaternario. El periodo Paleógeno se divide en tres épocas: Paleoceno, Eoceno y Oligoceno. La época Paleoceno se divide en tres edades: Daniense, Selandiense y Thanetiense. La época Holoceno se divide en tres edades: Groenlandiense, Norgripiense y Megalayense.

## Historia

Las tres eras del Fanerozoico son las primeras grandes divisiones temporales de la historia de la Tierra que los pioneros de la geología y la paleontología usaron para agrupar los diferentes «terrenos» o «sistemas» que, basados en los registros fósil y estratigráfico, empezaban a identificar y correlacionar entre regiones distantes. En su tratado Elementos de geología de 1833, Lyell ya divide los dieciocho conjuntos de «estratos fosilíferos» que reconoce en tres secciones, a las que denomina grupos primario, secundario y terciario. Pocos años después se propusieron los términos Paleozoico (Sedgwick, 1838), Mesozoico y Cenozoico (Phillips, 1841) —nombres aún vigentes—, y que se entendían como etapas sucesivas reales de la historia de la vida («fauna antigua» o «Era de los invertebrados y peces», «fauna intermedia» o «Era de los reptiles» y «fauna reciente» o «Era de los mamíferos» respectivamente).
En los inicios de la geología histórica, se usaron estos nombres (y los de sus subdivisiones), para identificar tanto a los cuerpos de roca formados durante un tiempo determinado, que eran reconocidos por su contenido fósil y su posición estratigráfica (hoy se definen como unidades cronoestratigráficas), como para identificar los propios intervalos de tiempo en que estas rocas se formaron (hoy unidades geocronológicas), conceptos que variaban según diferentes escuelas y países. Con este estado de confusión, en 1880 durante el II Congreso Geológico Mundial, se tomó la decisión de distinguir entre ambos sistemas de referencia (rocas y tiempo), momento del que procede la diferenciación entre pisos y edades, sistemas y períodos, eratemas y eras, etc.